# Muerte digna
Muerte digna, morir dignamente o morir con dignidad es un concepto ético amplio y, frecuentemente, controvertido, que se refiere al proceso del fin de la vida evitando el sufrimiento y manteniendo el control y la autonomía. En general, se suele tratar como una extensión del concepto de vida digna, en el que las personas conservan su dignidad y libertad hasta el cese de su existencia.
Aunque una muerte digna puede ser natural y sin ningún tipo de asistencia, con frecuencia el concepto se asocia con el de derecho a morir, así como con la defensa de la legalización de prácticas como la eutanasia, el suicidio asistido, la sedación terminal o el rechazo de asistencia médica. Según sus defensores, la posibilidad de este tipo de prácticas sería lo que garantizaría una muerte digna, manteniendo decisiones libres hasta el último momento y pudiendo evitar una agonía innecesaria.

## Legalidad de la muerte digna
Varios países y regiones han incorporado a sus normativas el concepto de muerte digna o de dignidad en la muerte, asociándolo con derechos y prácticas dispares.

### Argentina
En 2012 se aprobó a nivel nacional la ley 26.742 de Muerte Digna, en la que se permite a pacientes terminales o irreversibles rechazar tratamientos que prolonguen artificialmente su vida.
Previamente, la provincia de Río Negro en 2007 y la de provincia de Córdoba en 2010 habían legislado en este mismo sentido.

### Colombia
En 2014 la Corte Constitucional de Colombia emitió la sentencia T-970/14 sobre Muerte digna. En ella, ordenaba al Ministerio de Salud reglamentar el derecho de pacientes terminales a morir dignamente.
En 2021 la Corte Constitucional colombiana emitió la sentencia C-233 en la que eliminó la barrera de enfermedad terminal para acceder a la eutanasia y amplió este derecho para las personas con enfermedades graves e incurables.
En 2022, a través de la sentencia C-164 de 2022, la Corte Constitucional despenalizó la asistencia médica al suicidio para personas con enfermedades graves e incurables. A la fecha no se tiene registro del primer procedimiento realizado a través de este mecanismo.
Hasta el 31 de diciembre de 2023, en Colombia se han practicado 692 procedimientos de muerte médicamente asistida, de los cuales 691 se han desarrollado en adultos y 1 en un adolescente. El 76 % de los casos corresponden a personas con diagnósticos de enfermedades oncológicas. En Colombia se ha observado una relativa equidad en la proporción de hombres y mujeres que han accedido al procedimiento de eutanasia (52,9 % y 47,1 %, respectivamente).

### España
En España varias comunidades autónomas han legislado en torno al concepto de muerte digna, habiendo regulado expresamente el derecho a rechazar tratamientos.

### Estados Unidos
El estado de Oregón aprobó en referéndum en 1994 el Death with Dignity Act, donde se regula el suicidio asistido.
Igualmente, los votantes del estado de Washington aprobaron en 2008 el Death with Dignity Act, legalizando la ayuda médica a morir.

## Organizaciones
Por todo el mundo existen asociaciones que persiguen la legalización de diferentes derechos y prácticas que permitan la muerte digna:
- Derecho a Morir Dignamente, asociación española.
- Dignitas, organización suiza.
- Dignity in Dying, organización internacional a favor de la muerte digna con sede en Londres.
- Direito a Morrer com Dignidade, asociación portuguesa.
- Exit, organización escocesa.
- Compassion & Choices, organización estadounidense.
- Fundación Pro Derecho a Morir Dignamente, organización colombiana.
- Muerte Asistida Digna en Uruguay, asociación civil uruguaya.
- Por el Derecho a Morir con Dignidad, asociación mexicana.
- Laboratorio de Derechos Económicos, Sociales y Culturales (DescLAB), asociación colombiana.